# Acanthoderes albitarsis
Acanthoderes albitarsis là một loài bọ cánh cứng trong họ Cerambycidae.